# Schoenus tenuissimus
Schoenus tenuissimus är en halvgräsart som beskrevs av George Bentham. Schoenus tenuissimus ingår i släktet axagssläktet, och familjen halvgräs. Inga underarter finns listade i Catalogue of Life.